# صموئيل هابيل
صموئيل هابيل (بالإنجليزية: Samuel Abel)‏ (30 ديسمبر 1908 في المملكة المتحدة - 26 سبتمبر 1959 في المملكة المتحدة) هو لاعب كرة قدم بريطاني (وحمل سابقاً جنسية المملكة المتحدة لبريطانيا العظمى وأيرلندا) في مركز الهجوم. لعب مع كوينز بارك رينجرز ونادي بوري ونادي تشيسترفيلد ونادي فولهام وأكرينجتون ستانلي ‏ وTunbridge Wells F.C. ‏.